# Barsbüttel
Barsbüttel (niederdeutsch Barsbüddel) ist eine Gemeinde im Kreis Stormarn in Schleswig-Holstein.

## Geographie
Die Gemeinde befindet sich unmittelbar an der östlichen Landesgrenze Hamburgs im südlichen Teil des Kreises Stormarn. Durch den Ort fließt der Bach Barsbek, der kurz hinter der Hamburger Landesgrenze in den Schleemer Bach mündet.
Gemeindegliederung
Die Gemeinde umfasst die Ortsteile Barsbüttel, Stellau, Stemwarde und Willinghusen.

## Geschichte
Barsbüttel wurde erstmals 1228 als Bernekesbutle urkundlich erwähnt und gehört zu den Büttel-Ortschaften. 1306 kam das holsteinische Dorf an das hamburgische Domkapitel. Im Tausch gegen andere Ländereien gelangte Barsbüttel 1609 zum alten Amt Reinbek.
Nach der Auflösung der landesherrlichen Ämter 1867 kam Barsbüttel zunächst zum Kirchspielvogteibezirk Reinbek. 1889 entstand der Amtsbezirk Barsbüttel, dem außer dem Ort auch Jenfeld, Öjendorf, Oststeinbek, Stemwarde und Willinghusen angehörten. 1927 schied Öjendorf aus, weil es durch das Unterelbegebietsgesetz der neuen Großgemeinde Billstedt zugeordnet wurde. Dafür kam 1929 Stellau hinzu. Das Groß-Hamburg-Gesetz ordnete 1937 Havighorst dem Amtsgebiet zu.
Im Nachkriegsjahr 1948 wurde das Gebiet des bisherigen Amtsbezirkes zum Amt Barsbüttel. Im Rahmen der kommunalen Neuordnung wurde Barsbüttel im Jahr 1974 eine amtsfreie Gemeinde.
Die Deponie 78(⊙) war eine elf Hektar große, für Bauschutt und Hausmüll zugelassene Deponie zwischen dem Hauptort und der Autobahn. Diese wurde im Jahr 1977 mit 168 Häusern bebaut. Im Jahr 1986 stellte sich heraus, dass auch hochgiftige Abfälle der Hamburger Chemiefirmen Boehringer und Reichhold in den Jahren zwischen 1958 und 1968 hier abgelagert wurden. Die Firma Boehringer stellte unter anderem das hochgiftige Pflanzenschutzmittel Lindan her. In den Häusern konnten verschiedene Gase, insbesondere Methan und im Boden Stoffe wie Benzol, Phenol, polyzyklische Aromate sowie Altöl nachgewiesen werden.
Zur Sanierung wurde in den Jahren 1994 bis 1995 eine Gasfassungs- und Entsorgungsanlage auf der Fläche installiert, um das Gas aus dem Boden zu bekommen und die Häuser weiter bewohnbar zu halten. Weiterhin wurden die Fundamente einiger Häuser mit Bitumen abgedichtet. Die Gaskonzentrationen konnten durch diese Maßnahmen auf Werte unterhalb der zulässigen Grenzwerte reduziert werden. Im weiteren Verlauf der Sanierung des Geländes kaufte das Land Schleswig-Holstein die Häuser für 65 Millionen Mark, sanierte diese und verkaufte sie wieder. Weitere Häuser wurden in den folgenden Jahren abgerissen, da die Sanierung zu teuer wurde. An ihrer Stelle befindet sich nun ein Park. An die Deponie erinnern die Brunnen, über die das verseuchte Grundwasser zur Reinigung nach oben gepumpt wird und mehrere Gassammelstationen, die weiterhin Methan auffangen.

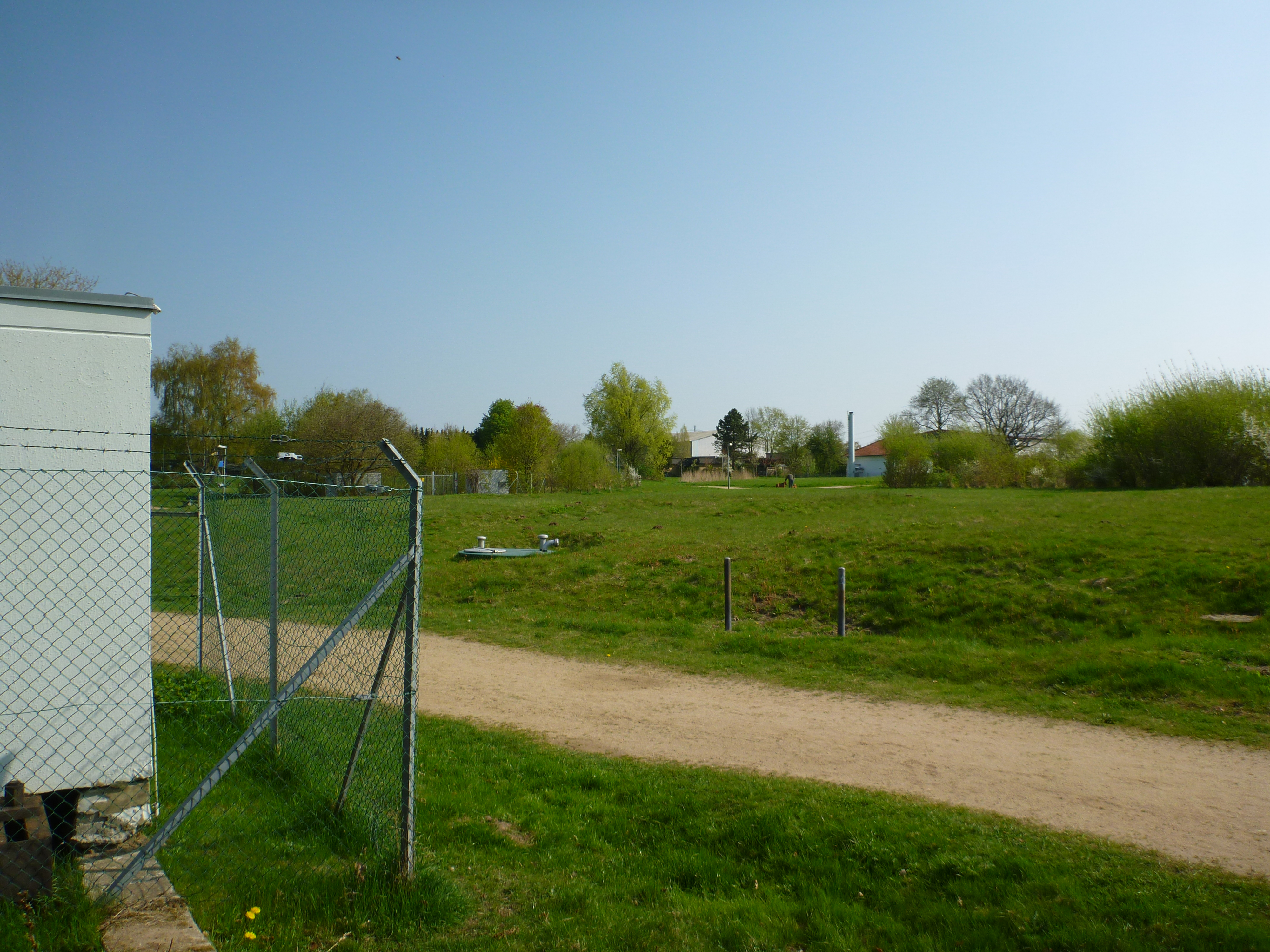
Deponie 78: heute Park mit Gassammelstationen und Brunnen
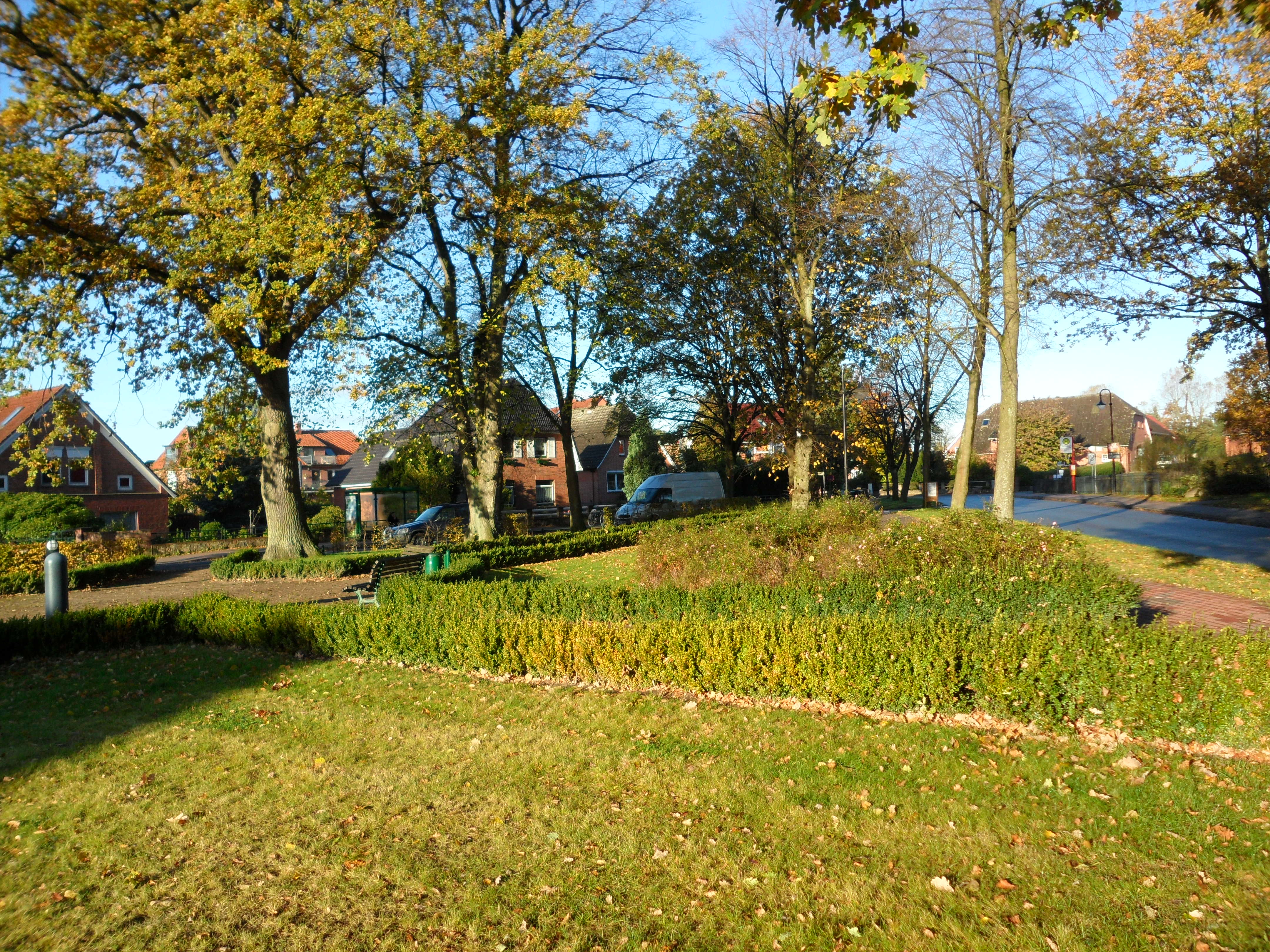
Dorfplatz von Stellau; der Ort hat sich seinen dörflichen Charakter erhalten.
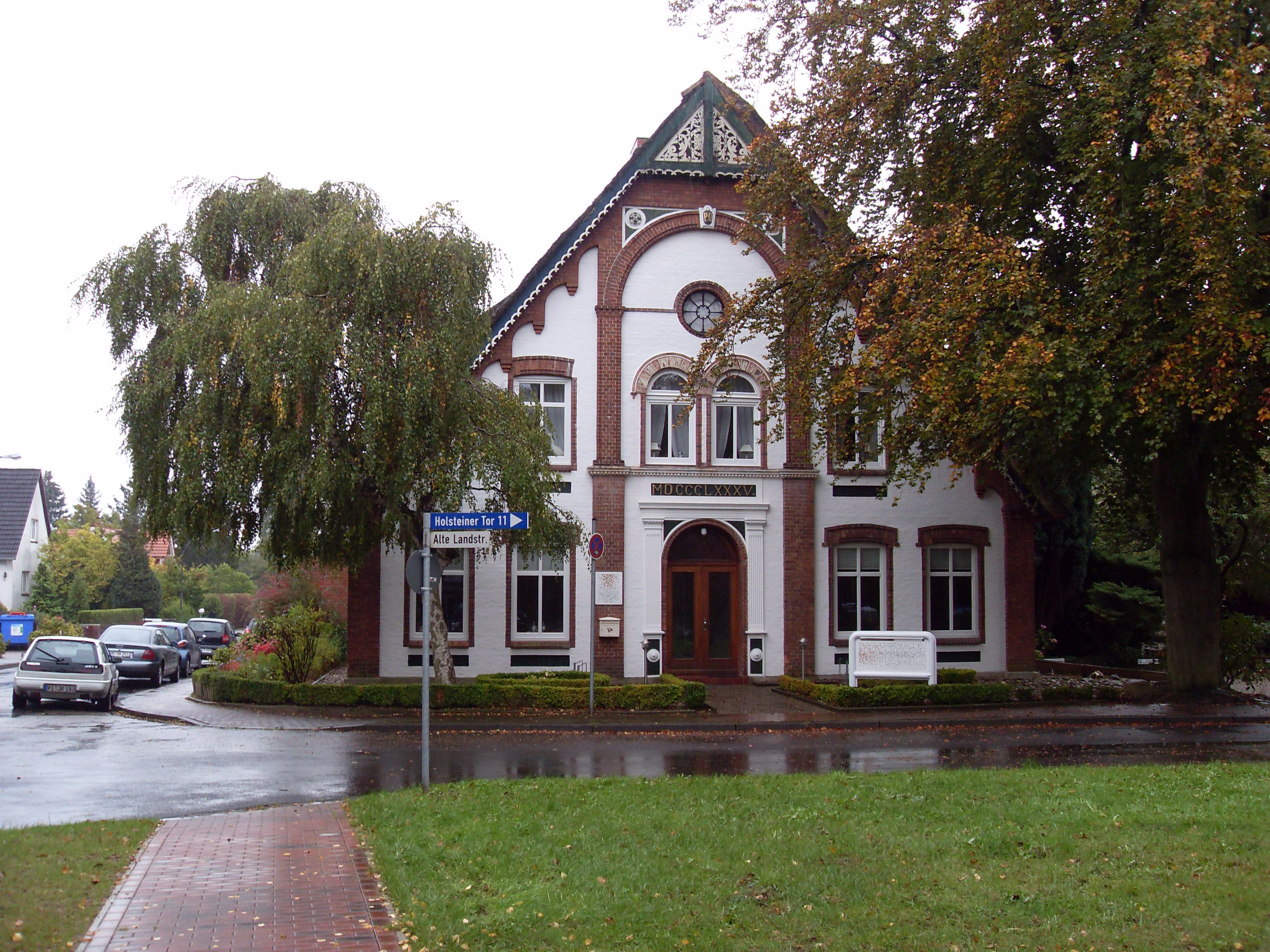
Historisches Gebäude in Barsbüttel

### Eingemeindungen
Am 1. Januar 1974 wurden die Gemeinde Stellau, die Gemeinde Willinghusen fast vollständig und Gebietsteile der aufgelösten Gemeinde Stemwarde eingegliedert. Das südlich der Autobahn 24 gelegene Stemwarder Gebiet ging an Reinbek (zum Ortsteil Neuschönningstedt).

### Einwohnerentwicklung
| Jahr      | 1939 | 1945 | 1961 | 1970 | 2002   | 2006   | 2008   | 2011   | 2018   |
| --------- | ---- | ---- | ---- | ---- | ------ | ------ | ------ | ------ | ------ |
| Einwohner | 863  | 2304 | 4770 | 5796 | 12.170 | 13.200 | 12.375 | 12.434 | 13.749 |

Nach Barsbüttel (8477 Einwohner) ist Willinghusen mit 2183 Einwohnern der zweitgrößte Ortsteil der Gemeinde. Stellau ist mit etwa 1120 Einwohnern der zweitkleinste Ortsteil und Stemwarde ist der kleinste mit rund 500 Einwohnern.

## Religion
Seit 1953 gibt es in Barsbüttel, das zuvor nach Kirchsteinbek (heute Hamburg-Billstedt) eingepfarrt war, eine eigene evangelisch-lutherische Kirchengemeinde.
Ende der 1970er Jahre wurde eine katholische Kapelle durch eine Kirche (St. Martin) ersetzt. Diese untersteht der Gemeinde St. Agnes in Hamburg-Tonndorf.

## Politik

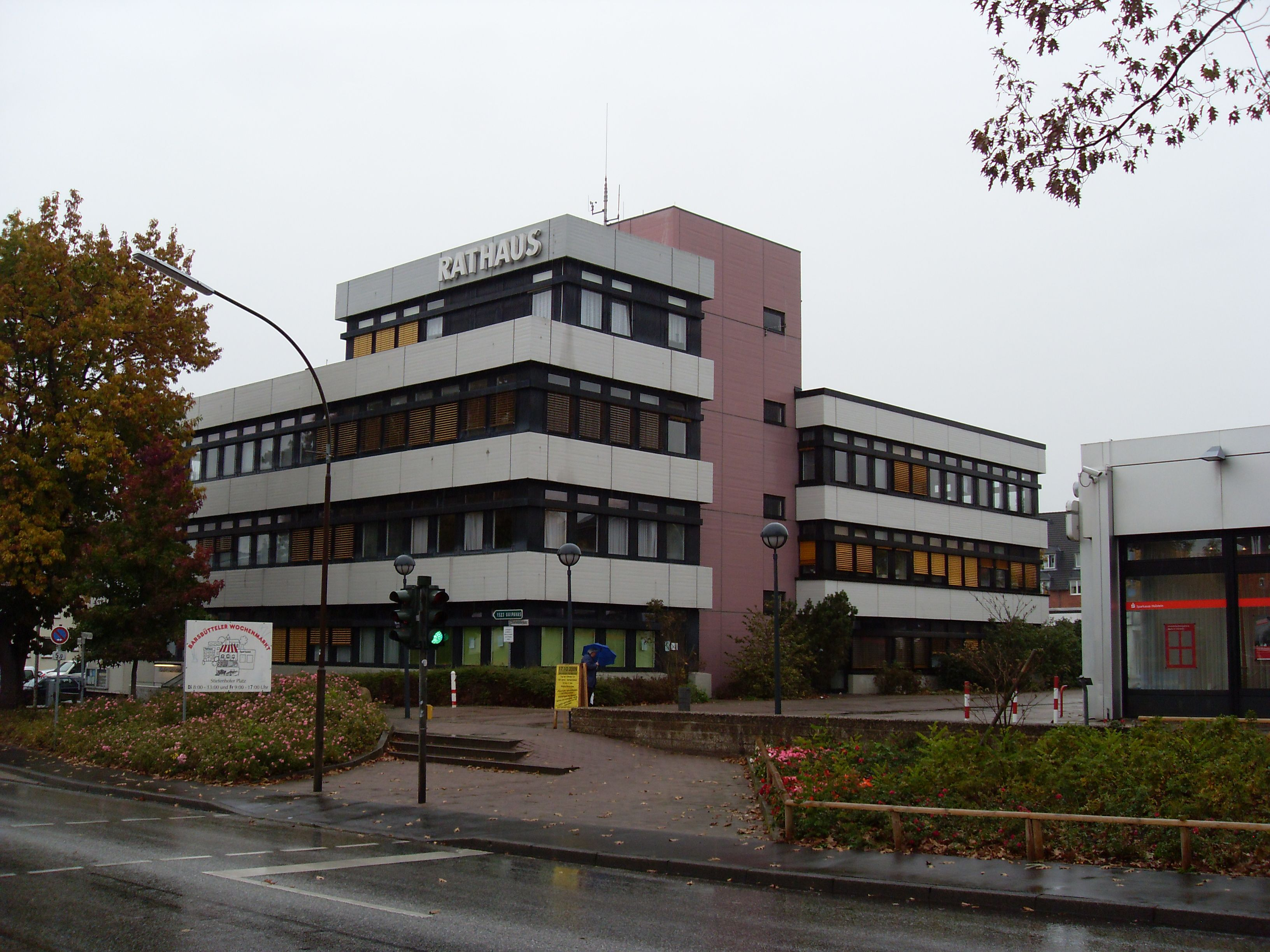
Das Barsbütteler Rathaus

### Gemeindevertretung
- CDU: 10
- Grüne: 3
- SPD: 4
- FDP: 1
- BfB: 5

Die Gemeindevertretung ist die kommunale Volksvertretung der Gemeinde Barsbüttel. Über die Zusammensetzung entscheiden die Bürger alle fünf Jahre. Die letzte Kommunalwahl fand am 14. Mai 2023 statt. Diese führte bei einer Wahlbeteiligung von 46,5 % zu nebenstehender Zusammensetzung der Gemeindevertretung.
Bürgervorsteher ist seit der Kommunalwahl 2023 Henri Schmidt (CDU).

### Bürgermeister
Aktueller Bürgermeister von Barsbüttel ist Thomas Schreitmüller (parteilos). Er wurde bei der Bürgermeisterwahl am 9. Juni 2024 mit 81,81 Prozent Ja-Stimmen zu 18,19 Prozent Nein-Stimmen erneut gewählt und trat daraufhin seine vierte Amtszeit an.

### Wappen
Blasonierung: „In Rot vier sechsspeichige silberne Wagenräder, 2 : 2 gestellt. Im silbernen Schildhaupt zwei gestürzte, schräg gekreuzte grüne Erlenzweige mit jeweils einem Blatt und einem männlichen Blütenstand.“
Die Erlenzweige stehen für die in der Gegend vorherrschende Schwarzerle. Die Wagenräder symbolisieren die vier 1973 zusammengeschlossenen Gemeinden Barsbüttel, Willinghusen, Stemwarde und Stellau. Die Räder stehen dabei für die bäuerliche Vergangenheit des Ortes und gleichzeitig die Kombination aus Beruf und Mobilität. Hintergrund sind die vielen nach dem Zweiten Weltkrieg zugezogenen Hamburger und Vertriebenen, die später häufig zu ihrem Arbeitsort pendelten.

### Städtepartnerschaften
Städtepartnerschaften bestehen mit Ostseeheilbad Graal-Müritz in Mecklenburg-Vorpommern, Keila (Landgemeinde) in Estland, Guipavas in Frankreich und Callington in England.

## Kultur und Sehenswürdigkeiten

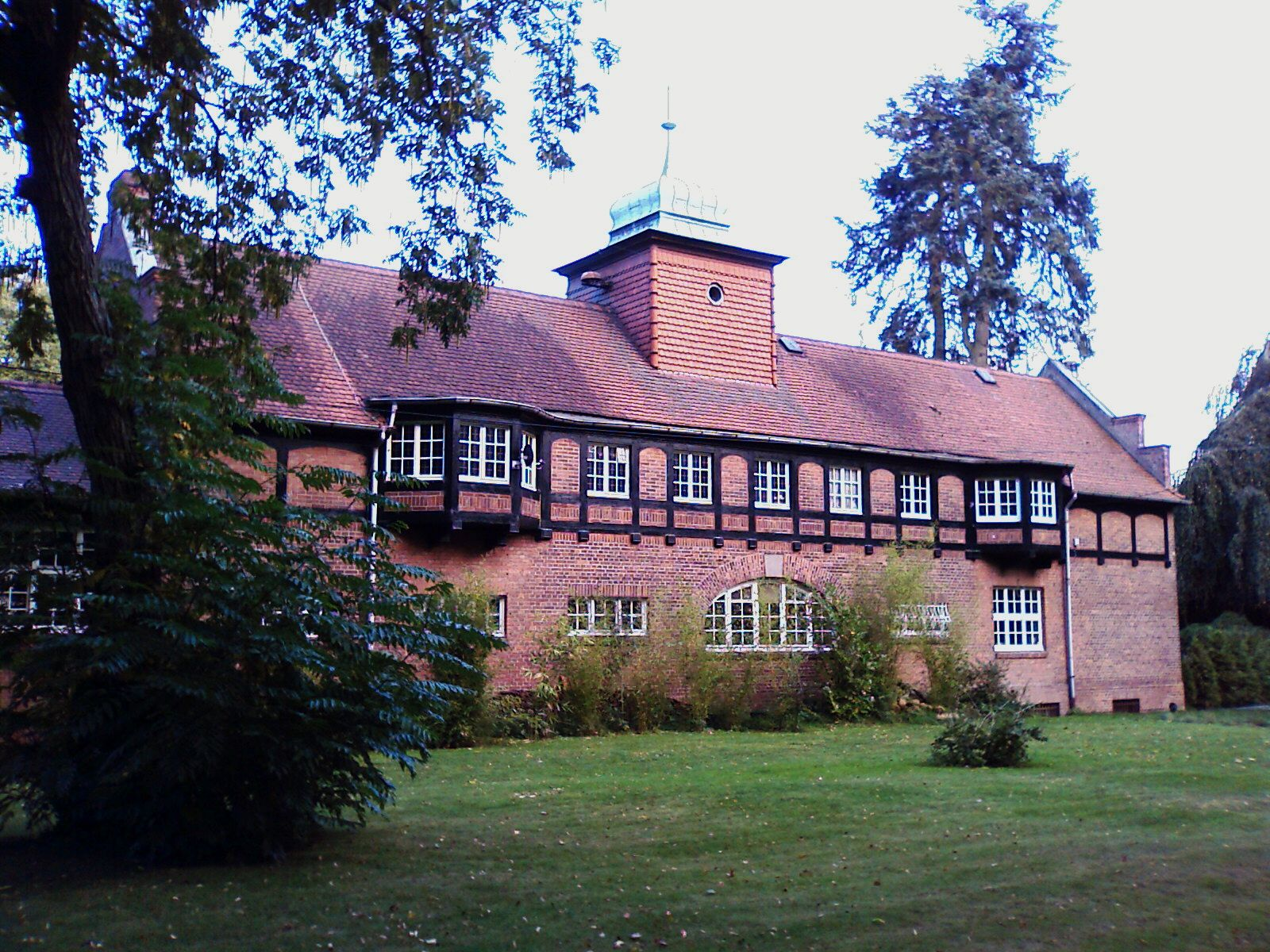
Villa Lunugala (ex Jugendhof)

### Bauwerke
Sehenswert ist die ehemalige Villa Lunugala, die 1907 von Wilhelm Anton „Tonio“ Riedemann erbaut wurde. Sie befindet sich in Privatbesitz und ist restauriert worden. Der Name „Lunugala“ geht auf einen gleichnamigen Ort auf der Insel Ceylon zurück. Dort verbrachte Riedemann mit seiner Frau Mary die Flitterwochen. Das Haus war während der NS-Zeit eine Gauführerschule.

### Regelmäßige Veranstaltungen
Eine der wichtigsten Veranstaltungen ist das jährliche Sommerfest der Vereine und Verbände. Es findet immer im August statt, früher auf der Wiese neben der Villa Lunugala, seit 2012 auf dem Gelände der Erich Kästner Gemeinschaftsschule.
Ferner veranstaltet die Freiwillige Feuerwehr Barsbüttel immer 9 Tage vor Rosenmontag ein großes Faschingsfest. Nachmittags gibt es einen Kinderfasching und abends das so genannte Faschingsfieber.
Seit 2018 gibt es des Weiteren das Stadtfest, das vom Barsbütteler Sportverein organisiert wird.

## Wirtschaft und Infrastruktur

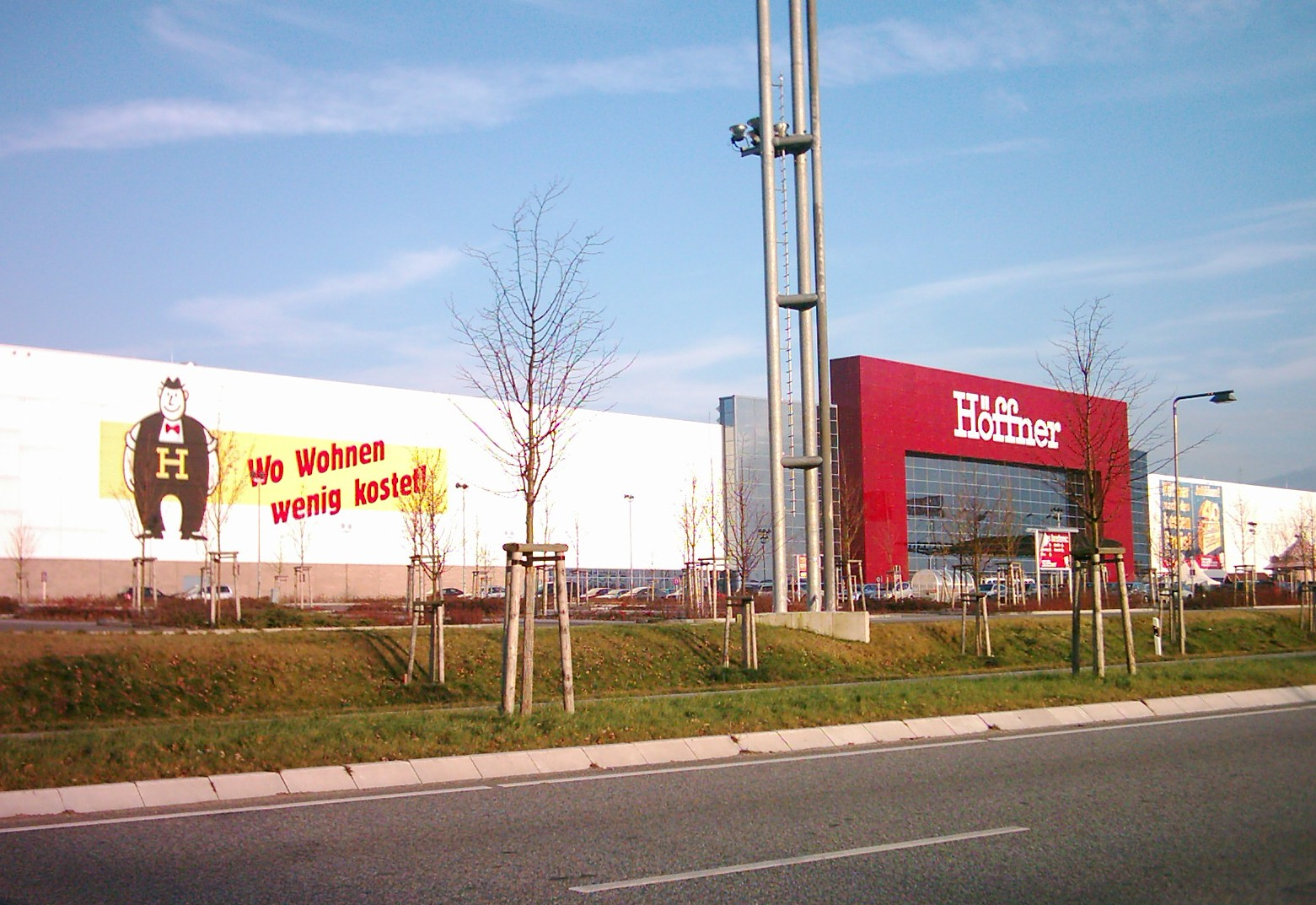
Höffner (Möbelmarkt)

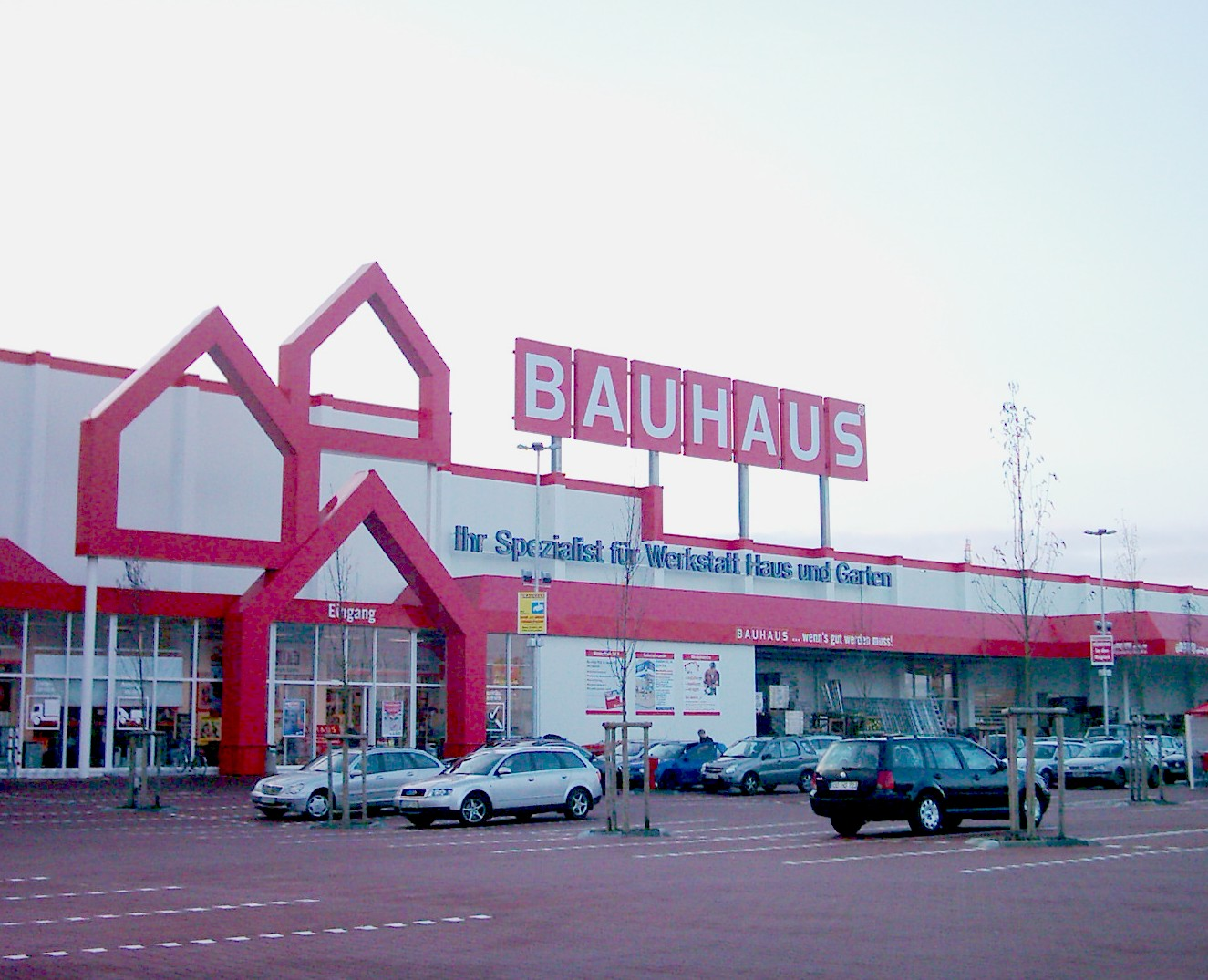
Bauhaus (Baumarkt)

### Unternehmen
Das Möbelunternehmen Höffner hat seit November 2005 eine Filiale in Barsbüttel. Darüber hinaus gibt es eine Vielzahl an Unternehmen, die sich in der Wirtschaftlichen Vereinigung Barsbüttel zusammengeschlossen haben.
Weitere große Unternehmen sind zum Beispiel Lugato sowie die Firmen Arthur Krüger, Hellbut Verpackungen, Hermann Stitz & Co., Junge Fahrzeugbau und der Gartenmöbelgroßhändler Ploß & Co. Die Firma Hans Pohlmann Ferntransporte ist mit Gründung 1931 das älteste ortsansässige Unternehmen in Barsbüttel und hat ihren Sitz im Ortsteil Willinghusen.
Im Ortsteil Willinghusen betrieb das Pharmaunternehmen Nycomed (ehemals Altana Pharma AG) bis zum Sommer 2014 ein Tierversuchslabor. Das Unternehmen Fagron, Lieferant von pharmazeutischen Roh-, Wirk- und Hilfsstoffen, hat seit mehr als 15 Jahren seinen deutschen Hauptsitz in Barsbüttel.
Direkt an der Autobahnabfahrt Barsbüttel befindet sich ein Gewerbepark mit einem BMW-Automobilzentrum für Gebrauchtwagen, einer Filiale von Bauhaus und dem Möbelunternehmen Höffner.

### Verkehr
Barsbüttel ist durch die Bundesautobahnen 1 (Oldenburg in Holstein – Saarbrücken) und 24 (Hamburg – Berlin) an das überregionale Straßennetz angeschlossen. Ein direkter Autobahnanschluss an die A 1 wurde im Oktober 2005 im Zuge des Baus des Gewerbegebietes Nord fertiggestellt. Im Oktober 2006 wurde die Umgehungsstraße um den Hauptort eingeweiht. Die Planungen gehen bis auf das Jahr 1969 zurück. Der Verlauf der Straße musste mehrmals geändert werden, da auf der ursprünglichen Trasse Firmen angesiedelt wurden. Die Umgehungsstraße führt im Süden um den Ort herum, zum Teil parallel zur A 24 (Hamburg – Berlin). Stichstraßen aus der Ortsmitte sind nachträglich hinzugekommen.
In Barsbüttel werden fünf Buslinien innerhalb des Hamburger Verkehrsverbundes (HVV) betrieben. Die HHA-Linie 263 verbindet Stapelfeld und die Ortsteile Stellau, Stemwarde, Willinghusen und Barsbüttel über Hamburg-Jenfeld mit dem U-Bahnhof Wandsbek Markt, die VHH-Linie 237 verbindet Willinghusen über Glinde mit dem S-Bahnhof in Reinbek, die VHH-Linien 337, 737 und 776 fungieren als Schulverkehrslinien.

### Bildung
Die Gemeinde verfügt über zwei Grundschulen sowie die Erich Kästner Gemeinschaftsschule. Außerdem sind eine 1957 gegründete gemeindeeigene Volkshochschule mit Angeboten zur Weiterbildung und Freizeitgestaltung sowie eine private Musikschule vorhanden.

### Vereine und Verbände
Pfadfinder 
Jugendarbeit für Barsbüttel und die umliegenden Gemeinden leistet der Verband Christlicher Pfadfinderinnen und Pfadfinder, VCP Barsbüttel – Stamm Martin Luther King.

## Persönlichkeiten
- Otto Soltau (1880–1966), Baptistenpastor
- Wilhelm Mohnke (1911–2001), deutscher SS-Brigadeführer und Generalmajor der Waffen-SS, lebte in Stemwarde
- Ernst Josef Nagel (1931–2001), Theologe und Gründungsvater des Instituts für Theologie und Frieden in Barsbüttel
- Marliese Alfken (1933–2016), Politikerin (SPD); lebte in Barsbüttel
- Pavel Molnar  (* 1940), tschechischer Glasbläser lebte und arbeitete in Barsbüttel
- Inge Viett (1944–2022), RAF-Terroristin; geboren in Stemwarde
- Kirsten Boie (* 1950), Schriftstellerin; lebte in Barsbüttel[19]
- Elke Rehder (* 1953), Malerin, Grafikerin, Buchkünstlerin; lebt in Barsbüttel
- Ulrike Ballweg (* 1965), Fußballtrainerin und ehemalige Fußballspielerin; lebt in Barsbüttel
- Ferris MC (* 1973), deutscher Rapper, und Schauspieler; lebte bis 2007 in Barsbüttel
- Martin Habersaat (* 1977), Politiker (SPD); wuchs in Barsbüttel auf
- Sebastian Zbik (* 1982), Profiboxer, ehemaliger WBC-Weltmeister im Mittelgewicht; lebte bis Ende 2011 in Barsbüttel
- Paluten (* 1988), deutscher Webvideoproduzent und Jugendroman-Autor, lebte und machte seinen Schulabschluss in Barsbüttel an der Erich Kästner Gemeinschaftsschule
- Robin Meißner (* 1999), Profifußballer vom Hamburger SV, begann im Ortsteil Willinghusen beim Willinghusener SC mit dem Fußballspielen